# Mistrzostwa Świata w Kajakarstwie Górskim 1981
17. Mistrzostwa świata w kajakarstwie górskim odbyły się w dniach 22–24 lipca 1981 w walijskim Bala. Zawodnicy rywalizowali ze sobą w dziewięciu konkurencjach: pięciu indywidualnych i czterech drużynowych.

## Końcowa klasyfikacja medalowa
| Miejsce | Państwo           | Złoto | Srebro | Brąz | Razem |
| ------- | ----------------- | ----- | ------ | ---- | ----- |
| 1       | Stany Zjednoczone | 4     | 3      | 4    | 11    |
| 2       | Wielka Brytania   | 3     | 1      | 0    | 4     |
| 3       | RFN               | 2     | 1      | 1    | 4     |
| 4       | Francja           | 0     | 1      | 4    | 5     |
| 5       | Czechosłowacja    | 0     | 1      | 0    | 1     |
| 5       | Polska            | 0     | 1      | 0    | 1     |
| 5       | Szwajcaria        | 0     | 1      | 0    | 1     |

## Medaliści
| Konkurencja:           | Złoto: | Srebro: | Brąz:                                                                                                   |
| C-1 mężczyzn           | Jon Lugbill                                                                                                | David Hearn                                                                                                | Jean Sennelier                                                                                          |
| C-1 drużynowo mężczyzn | Stany Zjednoczone · Jon Lugbill · David Hearn · Ron Lugbill                                                | Francja · Hervé Madore · Jea Sennelier · Jean Salamé                                                       | RFN · Gerald Moos · Fredi Zimmermann · Jürgen Schnitzerling                                             |
| C-2 mężczyzn           | Stany Zjednoczone · Steve Garvis · Mike Garvis                                                             | RFN · Dieter Welsink · Peter Czupryna                                                                      | Stany Zjednoczone · Paul Grabow · Jefry Huey                                                            |
| C-2 drużynowo mężczyzn | Wielka Brytania · Jock Young i Alistair Munro · Robert Joce i Robert Owen · Eric Jamieson i Robin Williams | Polska · Wojciech Kudlik i Jerzy Jeż · Marek Maślanka i Ryszard Seruga · Zbigniew Czaja i Jacek Kasprzycki | Stany Zjednoczone · Carl Gutschick i Paul Flack · Paul Grabow i Jefry Huey · Steve Garvis i Mike Garvis |
| K-1 mężczyzn           | Richard Fox                                                                                                | Luboš Hilgert                                                                                              | Jean-Yves Prigent                                                                                       |
| K-1 drużynowo mężczyzn | Wielka Brytania · Richard Fox · Albert Kerr · Nicolas Wain                                                 | Szwajcaria · Jürg Götz · Urs Steinmann · Milo Duffek                                                       | Francja · Jean-Yves Prigent · Thierry Junquet · Bernard Renault                                         |
| C-2 konkurs mieszany   | Stany Zjednoczone · Elizabeth Hayman · Fritz Haller                                                        | Stany Zjednoczone · Barbara McKee · John Sweet                                                             | Stany Zjednoczone · Karen Marte · Brett Sorensen                                                        |
| K-1 kobiet             | Ulrike Deppe                                                                                               | Cathy Hearn                                                                                                | Jocelyne Roupioz                                                                                        |
| K-1 drużynowo kobiet   | RFN · Ulrike Deppe · Susanne Erbers · Gabriele Köllmann                                                    | Wielka Brytania · Elizabeth Sharman · Jane Roderick · Susan Small                                          | Stany Zjednoczone · Linda Harrison · Cathy Hearn · Yuri Kusuda                                          |